# Гальперин, Евгений Рафаилович
Евгений Рафаилович Гальперин   (1909 — 1995) — специалист в области радиотехники, один их основателей Радиотехнического факультета (РТФ) Московского энергетического института, первый Заведующий кафедрой Радиопередающих устройств МЭИ (1938—1946), декан РТФ (1943—1947). Лауреат Сталинской премии. 

## Биография
Родился в 1909 году. В 1927 году окончил Ленинградский электротехнический институт (ныне Санкт-Петербургский государственный электротехнический университет). С 1927 года работал в Московском энергетическом институте  (в составе МВТУ).
С 1930 по 1941 года работал в Москве на  заводе им. С. Орджоникидзе Министерства радиотехнической промышленности, с 1934 по 1940 год работал по совместительству преподавателем в Московском энергетическом институте, читал лекции по радиопередающим устройствам.
С началом Великой Отечественной войны был эвакуирован с группой студентов в город Лениногорск. Там продолжал читать лекции, вел курсы радиоприёмных устройств, передатчиков, антенно-фидерных устройств и др. С 1940 по 1951 год был заведующим кафедрой радиопередающих устройств (РПдУ) МЭИ, доцент.
После войны в 1952—1955 годах работал начальником технического отдела Госрадио треста Министерства радиотехнической промышленности. С 1955 по 1976 год работал в Московском НИИ радиосвязи, потом — главным конструктором системы радиопеленгации спускаемого аппарата и космонавта при парашютном спуске в НИИ в Подлипках (г. Королёв Московской области).

## Награды и звания
- орден «Знак Почёта» (1936) — за разработку радиостанции для самолета АНТ-25.
- Сталинская премия (1943) — за разработку радиостанции для танков.
- орден Трудового Красного Знамени (1960) — за работу по обеспечению полета корабля «Восток»